# Von Tuor und dem Fall von Gondolin
Von Tuor und dem Fall von Gondolin ist eines der drei großen Epen des englischen Schriftstellers J. R. R. Tolkien, die im Ersten Zeitalter seiner fiktiven Welt Mittelerde spielen. Tolkien selbst stellt dar, dass dies die älteste der Geschichten Mittelerdes ist. Veröffentlicht wurden die verschiedenen Fassungen von Tolkiens Sohn Christopher Tolkien. Die Erzählung über Tuor wird ebenfalls in den Nachrichten aus Mittelerde erzählt.

## Inhalt
Erzählt wird die Geschichte des Menschen Tuor, der vom Vala Ulmo zur verborgenen Elbenstadt Gondolin geschickt wird, um deren König Turgon vor dem drohenden Untergang zu warnen. Das ist eine einzigartige Begegnung zwischen einem Menschen und einem der Valar.
Tuor wächst zunächst bei den Elben Hithlums auf, die sich nach der verheerenden Nírnaeth Arnoediad (‚Schlacht der ungezählten Tränen‘) in den Höhlen von Androth (‚Lange Grotte‘) verbergen. Huor, der Vater Tuors, ist in dieser Schlacht gefallen und seine Mutter Rían stirbt kurz nach seiner Geburt aus Kummer über diesen Verlust. Als er zu einem Mann herangewachsen ist, macht er sich auf den Weg, um wie er sagt, sein Schicksal zu erfüllen. An der Küste nahe dem Berg Taras, dort wo Turgon seine erste Stadt in Mittelerde gegründet hatte, findet er zunächst eine komplette Rüstung mit Schwert und Schild, die Turgon dort auf Anraten Ulmos einst zurückgelassen hatte. Danach trifft er selbst auf den Vala des Meeres, der ihn mit einer Botschaft zu Turgon schickt, dem Ulmo vor langer Zeit diese Worte sagte:

„‚Denke daran, dass die letzte Hoffnung der Noldor vom Meer kommen wird.‘ [Oder:] ‚Wenn die Gefahr nahe ist, wird jemand aus Nevrast kommen, um dich zu warnen.‘“

So gelangt Tuor schließlich nach Gondolin. In Gondolin wird Tuor als Ulmos Bote erkannt, Turgon ist aber so in das Werk seiner Hände (Gondolin) verliebt, dass er es nicht schafft, die schöne Stadt zu verlassen. Tuor bleibt ebenfalls dort und verliebt sich später in Idril Celebrindal, die Tochter Turgons, die seine Liebe erwidert. Aus ihrer Beziehung entspringt das zweite Geschlecht der so genannten Halbelben. Nach dem Verrat Maeglins wird die Stadt von den Armeen Morgoths zerstört. Tuor, Idril, ihr Sohn Earendil und einige wenige andere Überlebende fliehen daraufhin durch einen geheimen Fluchttunnel zu den Sirionmündungen.
Am Ende seines Lebens erbaut Tuor das Schiff Earráme (‚Meeresschwinge‘), das ihn und Idril Celebrindal gen Westen trug. Seitdem wurde er nie wieder in Mittelerde gesehen.

## Fassungen
In den Lost TalesDie erste Fassung der Geschichte, Tolkiens erstes mythologisches Werk überhaupt, entstand um 1916/17 während Tolkiens Genesungsurlaub im Ersten Weltkrieg. Er schrieb sie in zwei Schulhefte, verbesserte sie mit Hilfe seiner Frau Edith und trug daraus in seinem College in Oxford einen Auszug vor.
LayWie bei einigen anderen Geschichten, begann Tolkien von der Tuor-Sage in Leeds eine Lyrik-Version zu schreiben, das Lay of the Fall of Gondolin. Diese Fassung erreichte jedoch nur einen Umfang von 130 Zeilen, bevor Tolkien die Arbeit daran aufgab. In diesen 130 Zeilen gelangt die Geschichte bis an den Punkt, an dem die Drachen die Stadt angreifen. Dieses Gedicht wäre also auch bei Fertigstellung nur sehr kurz gewesen.
In den KurzfassungenZwischen 1926 und 1936 schrieb Tolkien eine Zusammenfassung seiner gesamten Mythologie. Diese Zusammenfassung liegt in mehreren Überarbeitungen vor.
Die Neufassung
- Ankunft in Gondolin: Etwa 1951, nach der Fertigstellung der ersten Fassung des Herrn der Ringe, begann Tolkien in seiner typischen Art eine völlig neue Fassung der Geschichte. Diese Fassung wurde wesentlich ausführlicher und in einem deutlich endgültigeren Stadium geschrieben, bricht aber an der Stelle ab, als Tuor zum ersten Mal nach Gondolin kommt.[6]
- Maeglin: Ein weiteres Kapitel für diese Fassung hat Tolkien dennoch fertiggestellt, das über Maeglin.[7]

## Weitere Epen aus dem Ersten Zeitalter
Tolkien benennt selbst drei der Geschichten seiner fiktiven Welt als die zentralen unter den Erzählungen des Ersten Zeitalters. Tatsächlich sind Teile davon (z. B. Namen und einzelne Elemente der Geschichten) schon in seinen frühesten Aufzeichnungen aus den 1910er Jahren nachweisbar. Es sind dies neben der Tuor-Sage:
- Die Kinder Húrins
- Lay of Leithian

Tolkien hat diese drei Geschichten intensiv und immer wieder überarbeitet, jedoch in sehr unterschiedlichen Stadien der Fertigstellung hinterlassen. In der Veröffentlichung der Túrin-Geschichte 2007 (Die Kinder Húrins) weist Christopher Tolkien darauf hin, dass der Zustand der anderen beiden Epen weit fragmentarischer und an ihre Veröffentlichung deswegen nicht zu denken sei.